# Campeonato Baiano 2014
In 2014 werd het 110de Campeonato Baiano gespeeld voor voetbalclubs uit de Braziliaanse staat Bahia. De competitie werd gespeeld van 8 januari tot 13 april en werd georganiseerd door de FBF. Negen clubs speelden eerst een voorronde, waarvan er zich vijf clubs plaatsen voor het hoofdtoernooi waarvoor drie clubs reeds geplaatst waren. EC Bahia werd kampioen. 

## Voorronde
| Plaats | Club                 | Wed. | W | G | V | Saldo | Ptn. |
| ------ | -------------------- | ---- | - | - | - | ----- | ---- |
| 1.     | Serrano              | 8    | 5 | 1 | 2 | 14:9  | 16   |
| 2.     | Jacuipense           | 8    | 4 | 4 | 0 | 13:5  | 16   |
| 3.     | Juazeirense          | 8    | 4 | 3 | 1 | 15:13 | 15   |
| 4.     | Galícia              | 8    | 4 | 2 | 2 | 13:5  | 14   |
| 5.     | Catuense             | 8    | 3 | 3 | 2 | 15:10 | 12   |
| 6.     | Bahia de Feira       | 8    | 1 | 5 | 2 | 7:9   | 8    |
| 7.     | Feirense             | 8    | 1 | 2 | 5 | 11:18 | 5    |
| 8.     | Juazeiro             | 8    | 1 | 2 | 5 | 7:15  | 5    |
| 9.     | Botafogo de Salvador | 8    | 1 | 2 | 5 | 9:20  | 5    |

|  | Gekwalificeerd voor hoofdtoernooi en Copa do Nordeste 2015             |
|  | Gekwalificeerd voor hoofdtoernooi, Copa do Brasil 2015 en Série D 2014 |
|  | Gekwalificeerd voor hoofdtoernooi                                      |
|  | Degradatie naar de tweede klasse                                       |

## Hoofdtoernooi

### Groep A
| Plaats | Club                 | Wed. | W | G | V | Saldo | Ptn. |
| ------ | -------------------- | ---- | - | - | - | ----- | ---- |
| 1.     | Vitória              | 8    | 6 | 1 | 1 | 18:8  | 19   |
| 2.     | Vitória da Conquista | 8    | 3 | 3 | 2 | 18:11 | 12   |
| 3.     | Galícia              | 8    | 3 | 3 | 2 | 11:8  | 12   |
| 4.     | Jacuipense           | 8    | 2 | 2 | 4 | 14:13 | 8    |

|  | Gekwalificeerd voor halve finale |

### Groep B
| Plaats | Club        | Wed. | W | G | V | Saldo | Ptn. |
| ------ | ----------- | ---- | - | - | - | ----- | ---- |
| 1.     | Bahia       | 8    | 5 | 2 | 1 | 13:8  | 17   |
| 2.     | Serrano     | 8    | 2 | 1 | 5 | 7:20  | 7    |
| 3.     | Juazeirense | 8    | 1 | 3 | 4 | 12:15 | 6    |
| 4.     | Catuense    | 8    | 1 | 3 | 4 | 8:18  | 6    |

|  | Gekwalificeerd voor halve finale |

### Halve finale
|               |                             |       |                         |                                                                                               |
| 26 maart Heen | Vitória da Conquista        | 1 – 2 | EC Vitória              | Lomantão, Vitória da Conquista Toeschouwers: 3258 Scheidsrechter: Arilson Bispo da Anunciação |
| 26 maart Heen | Silvia da Silva Almeida 42' |       | Ayrton 66' Henrique 77' | Lomantão, Vitória da Conquista Toeschouwers: 3258 Scheidsrechter: Arilson Bispo da Anunciação |

|               |              |       |          |                                                                                             |
| 26 maart Heen | Serrano SC   | 1 – 1 | EC Bahia | Robertão, Teixeira de Freitas Toeschouwers: 1670 Scheidsrechter: Lúcio José Silva de Araújo |
| 26 maart Heen | Jeremias 43' |       | Jeam 69' | Robertão, Teixeira de Freitas Toeschouwers: 1670 Scheidsrechter: Lúcio José Silva de Araújo |

|                |           |       |            |                                                                                         |
| 29 maart Terug | EC Bahia  | 1 – 0 | Serrano SC | Arena Fonte Nova, Salvador Toeschouwers: 8082 Scheidsrechter: Johnn Herbert Alves Bispo |
| 29 maart Terug | Fahel 39' |       |            | Arena Fonte Nova, Salvador Toeschouwers: 8082 Scheidsrechter: Johnn Herbert Alves Bispo |

|                |                                                         |       |                      |                                                                                 |
| 30 maart Terug | EC Vitória                                              | 6 – 0 | Vitória da Conquista | Pituaçu, Salvador Toeschouwers: 7378 Scheidsrechter: Lúcio José Silva de Araújo |
| 30 maart Terug | Sousa 6' Hugo 15' Juan 22' Ayrton 66', 83' Henrique 77' |       |                      | Pituaçu, Salvador Toeschouwers: 7378 Scheidsrechter: Lúcio José Silva de Araújo |

### Wedstrijd voor de derde plaats
|              |                                 |       |                                         |                                                                                   |
| 3 april Heen | Serrano SC                      | 2 – 1 | Vitória da Conquista                    | Robertão, Teixeira de Freitas Toeschouwers: 401 Scheidsrechter: Diego Pombo Lopez |
| 3 april Heen | Fábio Gama 5' Fábio Azevedo 45' |       | Antônio Rogério Silva Oliveira 25' (p.) | Robertão, Teixeira de Freitas Toeschouwers: 401 Scheidsrechter: Diego Pombo Lopez |

| Serrano | Vitória da Conquista |

|               |                                   |       |                            | |
| 6 april Terug | Vitória da Conquista              | 3 – 2 | Serrano SC                 | Lomantão, Vitória da Conquista Toeschouwers: 189 Scheidsrechter: Antônio Marcelino Belmonte Vieira |
| 6 april Terug | Wander 59', 66' (p.) Dionisio 61' |       | Fábio Gama 42' Marconi 45' | Lomantão, Vitória da Conquista Toeschouwers: 189 Scheidsrechter: Antônio Marcelino Belmonte Vieira |

| Vitória da Conquista | Serrano |

### Finale
|              |                                |       |            |                                                                                        |
| 6 april Heen | EC Bahia                       | 2 – 0 | EC Vitória | Arena Fonte Nova, Salvador Toeschouwers: 32.049 Scheidsrechter: Wilton Pereira Sampaio |
| 6 april Heen | Anderson Talisca 38' Fahel 79' |       |            | Arena Fonte Nova, Salvador Toeschouwers: 32.049 Scheidsrechter: Wilton Pereira Sampaio |

| Bahia | Vitória |

|                |                           |       |                       |                                                                               |
| 13 april Terug | EC Vitória                | 2 – 2 | EC Bahia              | Pituaçu, Salvador Toeschouwers: 22.364 Scheidsrechter: Wilton Pereira Sampaio |
| 13 april Terug | Juan 57' ( p.) Ayrton 74' |       | Fahel 20' Lincoln 42' | Pituaçu, Salvador Toeschouwers: 22.364 Scheidsrechter: Wilton Pereira Sampaio |

| Vitória | Bahia |

## Kampioen
| Campeonato Baiano de 2014 |
| ------------------------- |
| BAHIA 45º Titel           |